# 메릿 버트릭
메릿 버트릭(Merritt Butrick, 1959년 9월 3일 ~ 1989년 3월 17일)은 미국의 배우, 연극 배우, 텔레비전 배우, 영화배우이다.
게인즈빌에서 태어났으며 할리우드에서 사망하였다.

## 영화
- 공포의 헬스 크럽 (1990년)
- 프롬 더 데드 오브 나이트 (1989년) - 릭 역
- 후라이트 나이트 2 (1988년)
- 샤이 피플 (1987년)
- 성공 전선 이상 없다 (1986년)
- 천사의 비명 (1986년)
- 돌격 준비 (1986년)
- 스타 트랙 3 - 스포크를 찾아서 (1984년)
- 바니의 소동 (1982년)
- 스타 트랙 2 - 칸의 분노 (1982년)